# Shvetahûna
 (décembre 2015).
Si vous disposez d'ouvrages ou d'articles de référence ou si vous connaissez des sites web de qualité traitant du thème abordé ici, merci de compléter l'article en donnant les références utiles à sa vérifiabilité et en les liant à la section « Notes et références ».
≈440–670
Entités précédentes :
- Empire kouchan
- Empire sassanide
- Empire Gupta
- Royaume kidarite

Entités suivantes :
- Shahiyas
- Köktürks
- Zunbils
- Principauté de Chaghaniyan

Les Huns blancs, nommés en sanskrit Shvetahuna, en grec Hephthalites (Ἐφθαλῖται), en chinois Yeta, Yàdā ou Yàndá,  en turc Ak Hunlar, sont à la fin de l'Antiquité un peuple nomade établi dans un vaste espace de forme triangulaire situé entre la mer d'Aral au nord-ouest, le lac Bosten au nord-est et le Miani Hor (en) au sud. On les rattache généralement à l'ensemble des peuples appelés « Huns ». 
Ils sont mentionnés pour la première fois en 125  sous le nom de Hua par des sources chinoises comme nomadisant au sud de la Dzoungarie. Ils jouent un rôle important dans l'histoire de l'Asie centrale, de la Perse et de l'Inde à partir des années 430, lorsqu'ils franchissent le Syr-Daria et envahissent la Transoxiane, pays des Sogdiens, la Bactriane et le Khorassan, au nord-est de la Perse. Un historien arménien du Ve siècle, Elishe Vardapet, mentionne une bataille qui a lieu en 442 entre l'empereur sassanide Yazdgard II (438-457) et les Hephthalites. Vers l'an 500, ils s'emparent des oasis du bassin du Tarim, pourtant plus proche que la Transoxiane de leur territoire d'origine.

## Identité
La question de l'identité des Hephthalites est l'une des plus ardues qui soient car les textes chinois les décrivant sont contradictoires.
Ainsi, le Chinois Wei Jie (?), bien qu'ayant personnellement conversé avec des Hephthalites, ne réussit à identifier leur langue, ce qui est tout à fait significatif. Cela montre soit qu'ils n'appartenaient à aucun des grands groupes linguistiques connus au VIe siècle, soit qu'ils avaient alors perdu leur identité linguistique. Plusieurs théories s'opposent, résumées par K. Enoki dans son article de 1959 « On the Nationality of the Ephtalites » dans les Memoirs of the Research Department of the Toyo Bunko. Il tranchait pour des raisons principalement ethnographiques en faveur d'une origine iranienne des Hephthalites. Toutefois, une analyse récente du texte du Tongdian montre que les Hephthalites venaient de l'Altaï et parlaient une langue proche de celle des Gaoju, eux-mêmes supposés turcophones. Quoi qu'il en soit, il semble que les Hephthalites aient rapidement perdu leur identité linguistique (de la Vaissière, 2007).

## La civilisation

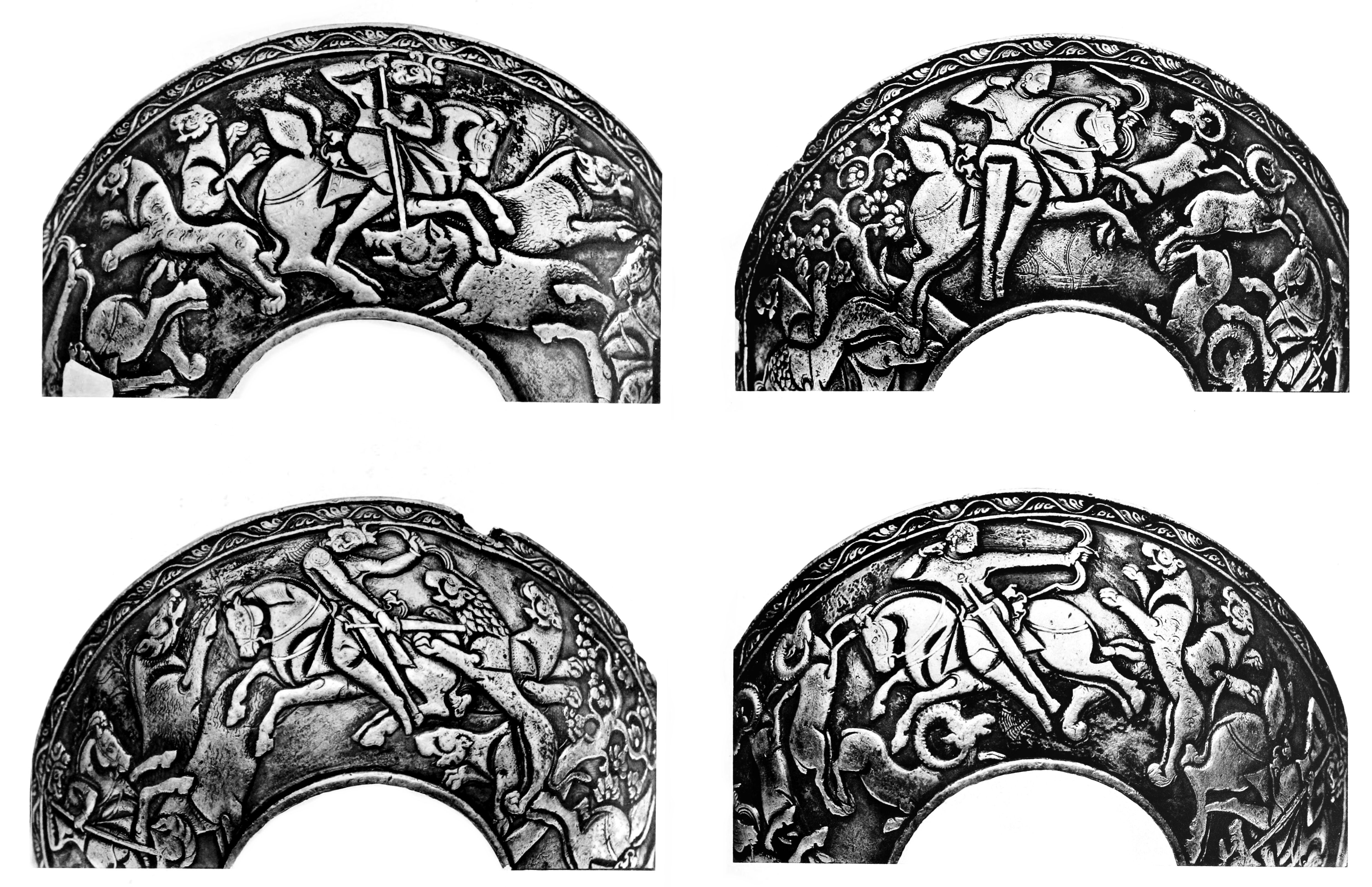
Décoration de bol hephthalites comportant des scènes de chasse

Les Hephtalites sont de grands nomades, attachés à leur mode de vie. Bien qu'ils aient deux capitales fixes, l'une près de Hérat, l'autre à Bactres (actuelle Balkh), ils n'y demeurent pas mais vivent dans des camps mobiles, sous des tentes de feutre, et se déplacent à la recherche des eaux et des pâturages, se rendant en été dans des endroits frais, en hiver dans des régions tempérées. Ils font montre d'un grand luxe, étalent leurs richesses et leur faste et entretiennent des relations internationales. Les textes chinois donnent des renseignements assez abondants sur le mode de vie des Hephthalites. Ils insistent sur leur polyandrie : quand une femme épouse un homme, les frères cadets de son mari deviennent également ses époux. Ses enfants sont considérés comme ceux de l'aîné. Elle met des « cornes » sur sa coiffe, en nombre égal à celui de ses époux. Cette coutume, semblable à la polyandrie des Tibétains, doit avoir la même explication : pour que l'héritage ne soit pas partagé, les frères cadets n'ont pas de biens propres. Tout appartient à l'aîné, y compris l'épouse. On sait maintenant grâce aux documents bactriens que cette coutume est locale, bactrienne, antérieure à l'arrivée des Hephthalites dans la région. Les Hephthalites admettent que les invités soient reçus par leurs épouses. Ils peuvent s'asseoir ensemble. D'ailleurs, les femmes ne vivent pas tout le temps avec leurs époux, parfois éloignés de plus de 100 km.
Les Hephthalites se coupent les cheveux ras et décorent leurs vêtements avec des rubans et des cordons. Les tentes s'ouvrent à l'est. Celle du roi est de forme carrée ; on suspend des tapis de laine à ses quatre côtés. Le souverain et son épouse, qui possèdent des demeures séparées, s'asseyent sur des trônes en or. La reine porte une sorte de hennin d'où retombent des voiles qui descendent jusqu'à terre et que quelqu'un est chargé de relever. Elle est accompagnée par les épouses des principaux dignitaires. Parmi les frères et les fils du roi, c'est le plus capable qui lui succède.

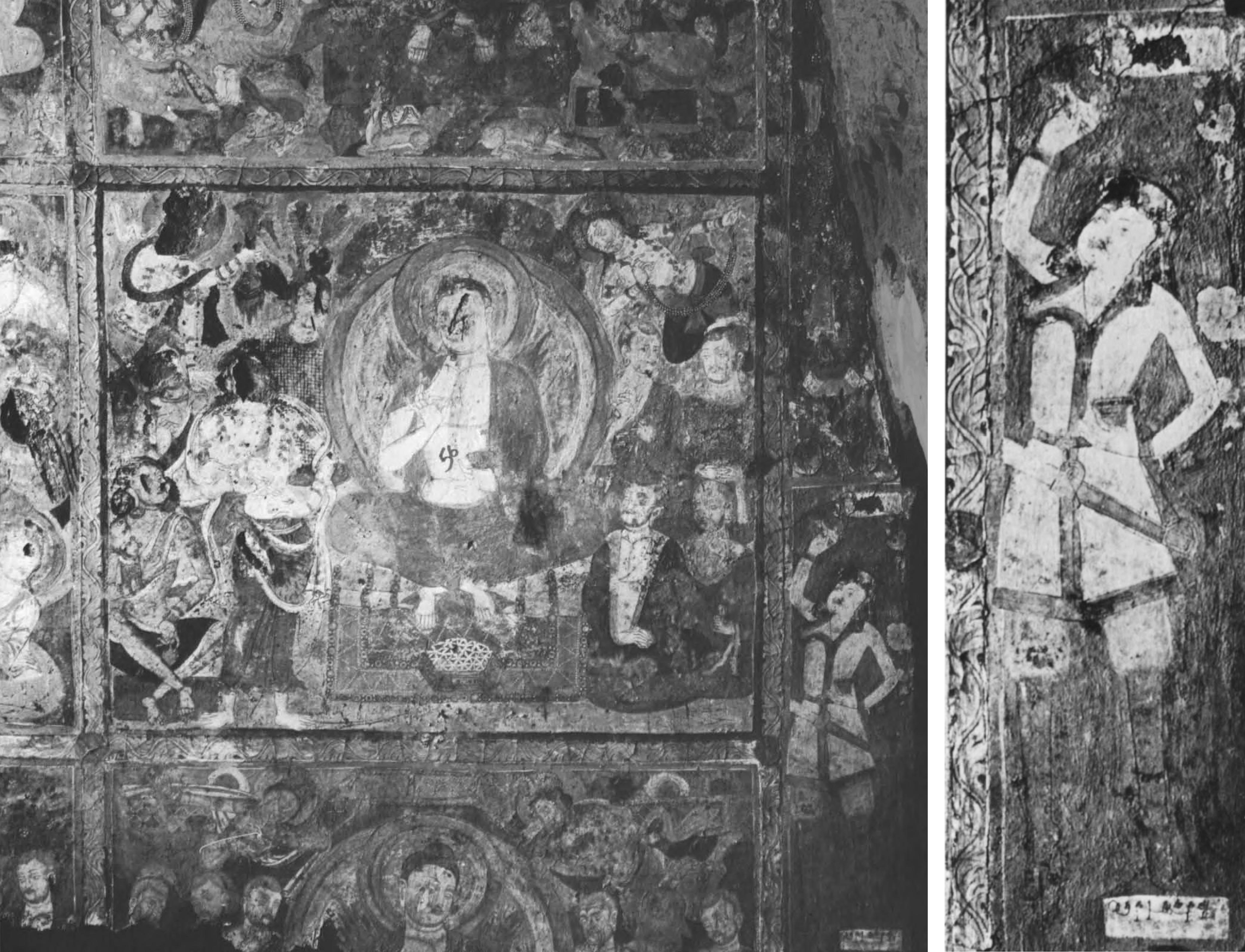
peintures bouddhiques et autoportraits des peintres hephthalites, grottes de Kizil, Xinjiang

La nourriture des Hephthalites, comme celle des Mongols aujourd'hui, est constituée de chair de mouton et de farine de blé. Comme les Göktürk, ils gravent leurs contrats sur des plaquettes de bois. Ils ont des livres en peaux de mouton. La justice est rendue de manière simple et sévère : le coupable d'un vol est coupé en deux et la victime reçoit dix fois ce qu'elle a perdu. Une telle sévérité reflète le caractère guerrier des Hephthalites. Quand un père ou une mère meurt, leurs fils se coupent une oreille et choisissent un jour faste pour l'enterrement. Les riches sont inhumés sous des tumulus en pierres.
Les Hephthalites vénèrent le dieu du Ciel et le dieu du Feu. Chaque matin, ils sortent de leurs tentes pour vénérer leurs dieux, puis ils prennent leur premier repas. Ces cérémonies, de même que l'orientation des tentes à l'est, est certainement en rapport avec le soleil levant. Toutefois, ils sont autour du Ve siècle en grande partie convertis au christianisme nestorien.

## En Transoxiane

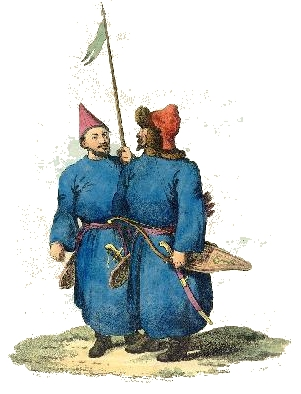
Les soldats hephthalites en Transoxiane

L'empereur perse Yazdgard II est confronté aux Hephthalites dès 442. La situation est si sérieuse qu'il transfère sa capitale plus au nord, afin de pouvoir mieux répondre aux attaques de ces nomades. Son propre fils Péroz Ier va demander aux Hephthalites de lui donner des troupes afin de prendre possession de la Perse. Selon l'historien arabe al-Tabari, le roi des Hephthalites s'appelle alors Akhshunvar. On reconnaît un titre sogdien, khsundar, signifiant « roi ». Apparemment, afin de pouvoir régner sur les Sogdiens, les Hephthalites ont dû adopter leur langue. Ils commencent plus tard à se sédentariser.
Un autre fils de Yazdgird II lui avait succédé, Hormizd III (457-459). Grâce à l'aide obtenue chez les Hephthalites, Péroz Ier le renverse et devient empereur de la Perse (459-484). Pour les remercier, il leur cède le district de Taliqan, au sud-est de l'actuel Turkménistan. Il ne tarde cependant pas à entrer en conflit avec eux. Deux fois de suite, dans les années 460, Péroz est capturé par les Hephthalites. Chaque fois, une rançon est demandée pour sa libération. La première fois, elle est en partie payée par les Byzantins. La seconde fois, comme la somme demandée ne peut être rassemblée, Péroz doit laisser son fils Kavadh en otage chez ses ennemis. Ils sont de si farouches guerriers que la simple mention de leur nom terrifie tout le monde. Les soldats perses envoyés à leur rencontre ressemblent à des condamnés à mort se rendant à l'échafaud. Kavadh, cependant, n'est pas maltraité durant ses quatre ans de captivité. Il a droit à tous les honneurs et il épouse la fille ou la sœur d'Akhshunvar.
Péroz est tué en 484 lors d'une nouvelle bataille contre les Hephthalites, mais l'un de ses suivants, Sukhra, force les troupes ennemies à se retirer. Sa mort entraîne un conflit interne chez les Sassanides. Kavadh s'empare du trône en 488, grâce aux Hephthalites ; il règne jusqu'en 531. Il fait de nouveau appel à eux quand il est confronté au mouvement révolutionnaire des Mazdakites. En échange, la Perse doit encore céder des territoires. De plus, elle paie un tribut aux Hephthalites. Cette situation dure jusqu'au début du règne de Khosrau Ier Anushirvan (531-579), qui fut un puissant empereur sassanide.
La conquête du bassin du Tarim met les Hephthalites en contact avec les Ruanruan, mais il n'y eut jamais de conflit entre ces deux peuples. Ils se comportent au contraire comme des alliés. Après avoir porté un coup fatal aux Ruanruan en 552, les Göktürks cherchent à s'allier avec les Perses contre les Hephthalites. Entre 560 et 563, ces derniers sont vaincus lors d'une grande bataille qui dure huit jours, près de Boukhara. Par la suite, ils se scindent en principautés qui paient tribut, les unes aux Perses, les autres aux Turcs. Certaines d'entre elles, au Tadjikistan méridional et en Afghanistan, subsistèrent longtemps.

## En Inde
Quand les Hephthalites s'installent en Transoxiane, la dynastie indienne des Gupta est au faîte de sa puissance. L'inscription de Junagadh, datée d'environ 457, mentionne une victoire remportée par le roi Skandagupta (vers 454-467) contre des tribus qui semblent avoir été hephthalites (Huns dit Nezak?). Leur pénétration en Inde est facilitée par le déclin des Gupta, qui suit la mort de ce roi.
À la fin du Ve siècle, un de leurs chefs, Toramāṇa, (Huns dits Alkhon, ils ont longtemps été confondus avec les Hephthallites) envahit le Pendjab et s'y établit. Son fils Mihirakula — ou Mihiragula — lui succède vers 515. Durant son règne, les Huns blancs font de nombreux raids dans la plaine gangétique où ils détruisent des monastères. En 528, une confédération de rajas hindous renverse Mihirakula qui se réfugie au Cachemire, où il s'empare du trône après quelques années et d'où il attaque l'État voisin du Gandhara, où il commet de terribles massacres. Un an plus tard, vers 540, il meurt et les Hephthalites s'effondrent sous les coups des Turcs.

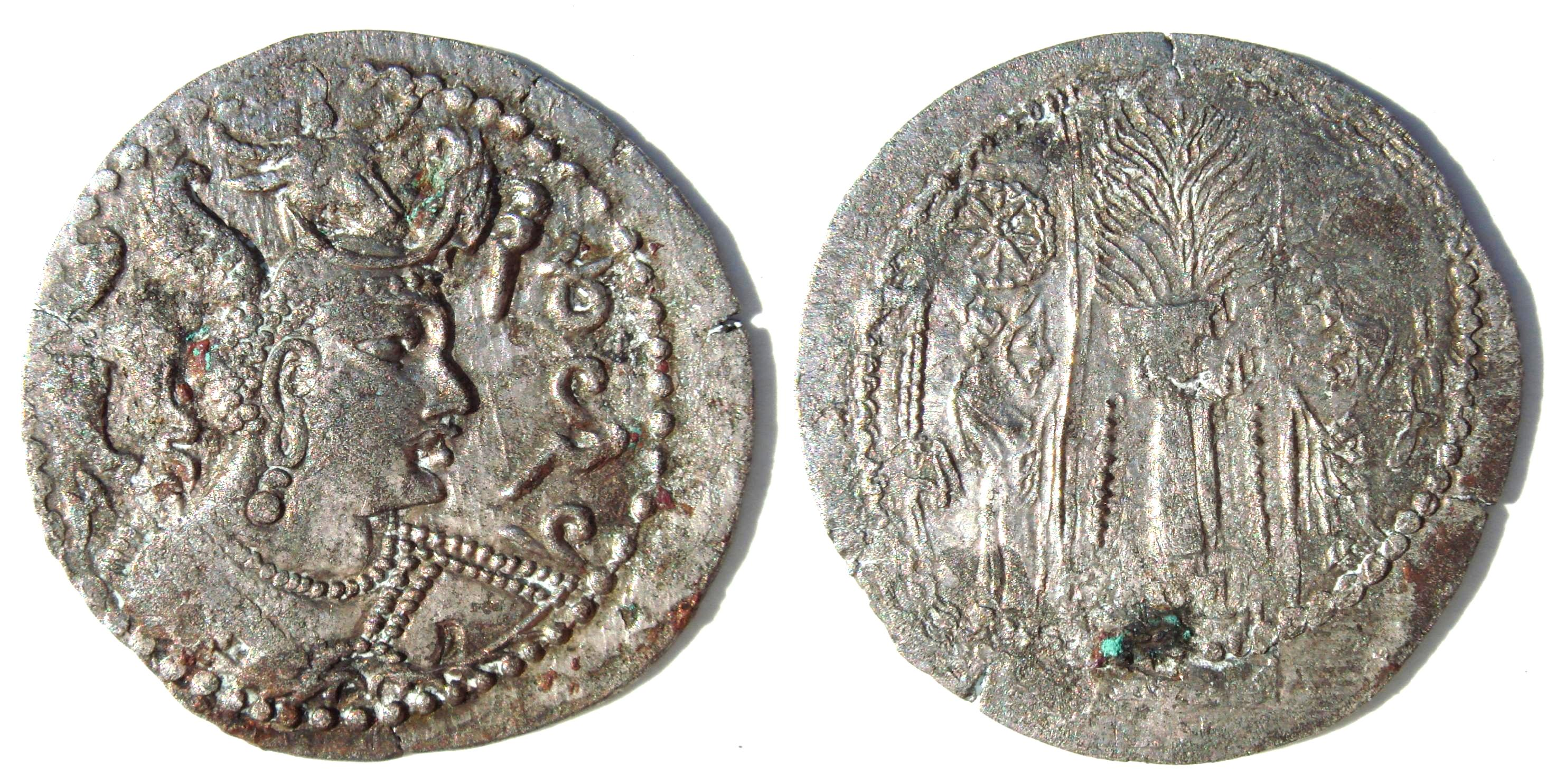
Monnaie du roi Shvetahûna Napki Malka (vers 475-576)

Notre connaissance des Hephthalites provient majoritairement de la numismatique, de quelques inscriptions trouvées au Pendjab et en Inde centrale et des écrits du voyageur chinois Xuanzang qui visita l'Inde peu après la mort de Mihirakula. Le voyageur grec Cosmas Indicopleustès, qui visita le pays vers 530, fait la description d'un roi hun blanc, qu'il nomme Gollas, qui perçoit un tribut en opprimant son pays au moyen d'une grande armée composée d'une cavalerie et d'éléphants de guerre. Il est probable qu'il s'agisse de Mihiragula. D'après les monnaies frappées par Mihirakula, qui porte l'emblème de Nandi, on pense qu'il vénérait Shiva, bien que la première partie du nom provienne peut-être de celui du dieu perse Mithra. On a trouvé de nombreuses pièces frappées par son père, Toramâna, au Cachemire, territoire qui faisait partie de la zone d'influence des Hephthalites. Mihirakula a laissé en Inde la mémoire d'un souverain cruel qui a persécuté sévèrement le bouddhisme.
Les Grecs ont laissé une description des Hephthalites beaucoup plus flatteuse, basée probablement sur le fait qu'ils étaient une menace contre l'ennemi perse aux frontières de l'Empire romain d'Orient, mais trop lointain pour l'Empire lui-même. Procope de Césarée affirmait qu'ils étaient bien plus civilisés que les Huns d'Attila.
Les Huns blancs n'eurent que peu d'influence sur la société perse, mais en Inde, ils furent à l'origine d'une modification du système des castes en changeant la hiérarchie des familles régnantes. Certains Huns blancs sont restés en Inde et se sont fondus dans la population, probablement à l'origine d'un ou plusieurs clans rajput.

## Évocation dans les arts et la culture
- La bataille de Boukhara dans l'extension The Forgotten d'Age of Empires II: The Age of Kings les dépeignent comme les principaux antagonistes.
- Ils sont l’une des factions jouables dans le jeu Total War: Attila [réf. nécessaire].
- Ils sont jouables dans Crusader Kings 2 via le comte Toramana de Mohadavasaka.